# Karl Kraut

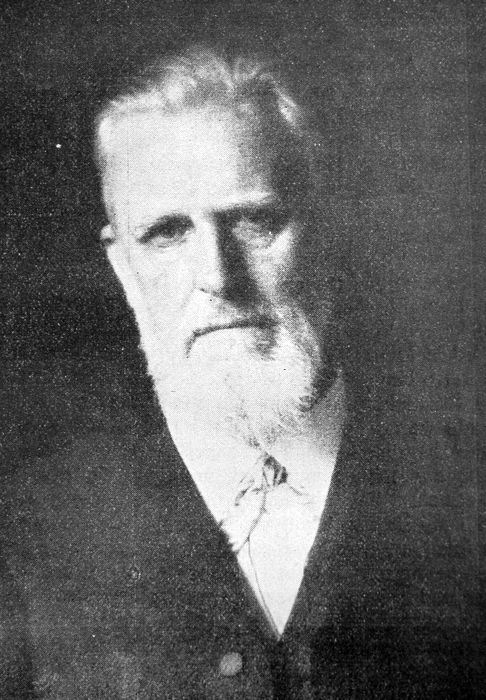
Karl Kraut, 1904.

Karl Johann Kraut, född 29 september 1829 i Lüneburg, död 13 januari 1912 i Hannover, var en tysk kemist.
Kraut var professor i kemi vid Tekniska högskolan i Hannover. Han fortsatte utgivningen av Leopold Gmelins Handbuch der anorganischen Chemie. Kraut invaldes 1874 som ledamot av Fysiografiska sällskapet i Lund.